# Stockport
Stockport är en stad i grevskapet Greater Manchester, England i Storbritannien med omkring 135 000 invånare år 2004. Det är huvudorten i storstadsdistriktet Stockport, strax sydöst om Manchester. Den nämns för första gången i Domesday Book 1086.